# HCard
hCard – prosty, otwarty format rozproszonych informacji kontaktowych dla ludzi, firm i organizacji, który jest przystosowany do umieszczania w kodzie XHTML, Atom, RSS oraz dowolnym kodzie XML. hCard jest reprezentacją w skali 1:1 standardu vCard (RFC 2426 ↓) w XHTML, i jednym z kilku otwartych mikroformatów.
Standard hCard jest próbą usystematyzowania formy publikacji danych kontaktowych. Został opracowany z myślą o prezentacji wizytówek i danych kontaktowych w formacie iCard (dawniej: vCard) oraz o użytkownikach programów typu PIM implementujących standard iCalendar (dawniej: vCalendar).